# Voetbalelftal van Niue (mannen)
Het nationaal voetbalelftal van Niue is een voetbalelftal dat Niue vertegenwoordigt bij internationale wedstrijden. Niue is geassocieerd lid van de Oceanische voetbalconfederatie, maar is geen lid van de FIFA, en kan dus niet meedoen aan het Wereldkampioenschap voetbal.
Tot op heden heeft het nationaal elftal slechts twee interlands gespeeld, beide op de South Pacific Games van 1983. Beide wedstrijden werden met veel tegendoelpunten verloren: tegen Papoea-Nieuw-Guinea speelde men 0-19, tegen Tahiti 0-14.

## Spelers
In de twee wedstrijden van het nationaal voetbalelftal van Niue werd gebruik gemaakt van de volgende elf spelers, die dus ieder twee interlands op hun naam hebben staan:
- Bradley Punu
- Brandy Falepeau
- Colin Ikinepule
- Deve Talagi
- Foli Ikitule
- Lamosa Sionetuato
- Lefulefu Hipa
- Lopesi Sehina
- Speedo Hetutu
- Tahafa Talagi
- Tea Konelio

1 CONCACAF-lid · 2 geassocieerd CAF-lid · 3 geassocieerd OFC-lid · 4 geassocieerd AFC-lid